# Pseudione callianassae
Pseudione callianassae is een pissebed uit de familie Bopyridae. De wetenschappelijke naam van de soort is voor het eerst geldig gepubliceerd in 1881 door Robby August Kossmann.